# Anourosorex
Surdisore es un género de musarañas de la familia soricidae. Es originario de Asia.

## Especies
Comprende las siguientes especies:
- Anourosorex assamensis
- Anourosorex schmidi
- Anourosorex squamipes
- Anourosorex yamashinai